# Matt Ryan (roddare)
Matt Ryan, född den 23 juni 1984 i Sydney i Australien, är en australisk roddare.
Han tog OS-silver i fyra utan styrman i samband med de olympiska roddtävlingarna 2008 i Peking.